# 京都府道125号淀停車場線
京都府道125号淀停車場線（きょうとふどう125ごう よどていしゃじょうせん）は、京都府京都市伏見区を通る一般府道である。

## 概要
京都市伏見区淀池上町から同区納所町に至る。起点は淀駅南側の高架下にあたるが、かつて地上駅であったときの淀駅からは北側に位置する。終点の納所交差点は4本の府道が入り混じり、交通渋滞の激しい箇所のひとつとなっている。

### 路線データ
- 起点：京都市伏見区淀池上町18番地の2地先[1]（京阪本線 淀駅南側[注釈 1]）
- 終点：京都市伏見区納所町196番地の1地先[1]（納所交差点：京都府道・大阪府道13号京都守口線交点、滋賀県道・京都府道35号大津淀線・京都府道124号三栖向納所線・京都府道204号奥海印寺納所線終点）
- 総延長：640.2メートル[1]

## 地理

### 通過する自治体
- 京都市（伏見区）

### 交差する道路
| 交差する道路 | 交差する場所 | 交差する場所      |
| --- | ------------ | ----------------- |
| 京都府道126号新町淀停車場線                                                                                           | 淀池上町     |                   |
| 京都府道・大阪府道13号京都守口線 滋賀県道・京都府道35号大津淀線 京都府道124号三栖向納所線 京都府道204号奥海印寺納所線 | 納所町       | 納所交差点 / 終点 |

### 交差する鉄道
- 京阪本線

### 沿線
- 京阪本線 淀駅
- 淀城跡
- 京都銀行 淀支店
- 伏見区役所 淀出張所
- 京都淀池上郵便局
- 京都市立明親小学校
- 京都競馬場
- 京都中央信用金庫 淀支店